# Lloyd Ruby
Lloyd Ruby, född 12 januari 1928 i Wichita Falls i Texas, död 23 mars 2009 i Wichita Falls i Texas, var en amerikansk racerförare.

## Racingkarriär
Ruby körde i Indianapolis 500 och debuterade i formel 1-loppet Indianapolis Grand Prix 1960, där han kom sjua. Han deltog även i USA:s Grand Prix 1961, vilket han tvingades bryta. 
Ruby körde sedan ytterligare 17 Indianapolis 500-tävlingar och nådde som bäst en tredjeplats 1964. Hans största meriter var dock segrarna i Daytona 24-timmars och Sebring 12-timmars 1966, vilka bidrog till Fords VM-titel den säsongen.